# Anton Gstatter
Anton Gstatter (1969) è un ex sciatore alpino tedesco.
Fino alla riunificazione tedesca (1990) gareggiò per la nazionale tedesca occidentale.

## Biografia
Gstatter, specialista delle prove tecniche, debuttò in campo internazionale in occasione dei Mondiali juniores di Bad Kleinkirchheim 1986; nel 1992 vinse la medaglia di bronzo nello slalom gigante ai Campionati tedeschi. Non ottenne piazzamenti in Coppa del Mondo né prese parte a rassegne olimpiche o iridate.

## Palmarès

### Campionati tedeschi
- 1 medaglia (dati parziali fino alla stagione 1985-1986)[1]:
  - 1 bronzo (slalom gigante nel 1992)